# 참외
참외(Cucumis melo ssp. agrestis var. makuwa)는 박과의 한해살이 덩굴식물로, 멜론(Cucumis melo)의 일종이다. 1차 원산지는 아프리카 사하라 남부, 2차 원산지는 인도, 러시아, 대한민국으로 알려져 있다. 변종명의 makuwa는 일본명의 마쿠와우리(일본어: マクワウリ)에 유래하나 현재 우리나라에서 생산하는 참외는 자체 개발한 품종이다.

## 생태
원줄기는 길게 옆으로 뻗으며, 덩굴손으로 다른 물체를 감아 올라간다. 잎은 어긋나기로 되어 있으며 손바닥 모양으로 얕게 갈라지고 가장자리에 톱니가 있다. 6-7월이 되면 노란 꽃이 피며 암수 한 그루이고 잎겨드랑이에 달린다. 열매는 장과이며 길이 5-10cm의 원기둥 모양의 타원형이고, 황록색·황색·녹백색 등 여러 가지 빛깔로 익는다. 과육은 흰색·엷은 노란색 등 품종에 따라 차이가 있고, 다육질이며 단맛이 있다.

## 한국의 참외
- 한국에는 삼국시대 또는 그 이전에 중국의 화북으로부터 들여온 것으로 추측한다.
- 외(瓜), 첨과(甛瓜), 참외(眞瓜), 왕과(王瓜), 띠외(土瓜), 쥐참외(野甛瓜) 등의 다양한 명칭이 있다.
- 경상북도 성주군에서는 해마다 참외축제가 열린다.[1]
- 한국내 생산량 통계를 보면 2008년 전체 6,408톤이고 이 중에서 경상북도 5,728톤 , 대구광역시 428톤 , 경기도 119톤 순이다[2]

## 품종
성환참외·강서참외 등은 우수한 재래종이며, 이 밖에도 감참외·사과참외 등 다수의 재래종이 있다. 일본에서 육종된 은천참외는 단맛이 강하고 육질도 좋아 현재 가장 널리 재배되었으나 2003년 농우바이오에서 러시아 단성화 품종을 들여와 개량한 오복꿀참외가 90% 가량의 점유율을 가지고 있다 조숙 재배용으로는 춘향·금표 등이 인기가 높고, 멜론의 변종인 유멜론·국멜론 등이 도입·보급되고 있다. 주요 품종의 특징을 보면 다음과 같다.
1. 프린스멜론: 무게 500g 정도이고 과피는 회백색이며 과육의 중심은 등적색, 주변은 녹색으로 품질이 좋다.
2. 뉴멜론: 무게 350-400g인 구형이며 과피와 과육은 연록색이다.
3. 금표: 무게 250g이고 과피는 짙은 노란색, 과육은 흰색이다.
4. 황금: 금표와 유사하나 과형이 달걀꼴이다.

## 재배
참외는 고온성 채소로서 여러 토양에 잘 적응하며, 대체로 높은 온도(30도 전후)에서 잘 자란다. 저온에 대해서는 수박보다 민감하다. 기후는 고온건조한 편이 좋고, 토양은 물빠짐이 좋으면서 수분을 잘 지니는 땅이 좋다. 꽃이 핀 지 25-35일이 되면 수확할 수 있으며 초기에는 35일, 후기에는 25-28일이면 수확할 수 있다. 열매자루가 달린 부분이 갈라지기 쉬운 품종은 2-3일 앞당겨 수확하는 것이 좋다. 재배 방식에는 보통 온상에서 육묘·정식하는 조숙 재배와 보통 재배 방식이 있다. 한국에서는 거의 대부분 조숙 재배를 한다. 7월과 8월에 주로 재배된다.

## 태좌
태좌(胎座)는 밑씨가 씨방 안에 붙어 있는 부위로 또는 그 형태를 가리킨다. 참외의 씨를 포함하는 하얀 태좌에는 풍부한 영양소가 들어있는 것으로 알려져있다.
쓴맛이 나는 피토케미컬인 쿠쿠르비타신(cucurbitacins)은 참외의 꼭지부분에 있는 것으로 알려져있다.

## 문화재
- 청자 참외모양 병 - 국보 제94호
- 청자 상감모란국화문 참외모양 병 - 국보 제114호
- 청자상감연국모란문과형주자 - 전 전라남도 유형문화재 제292호 (2018년 4월 19일 지정해제)

## 사진

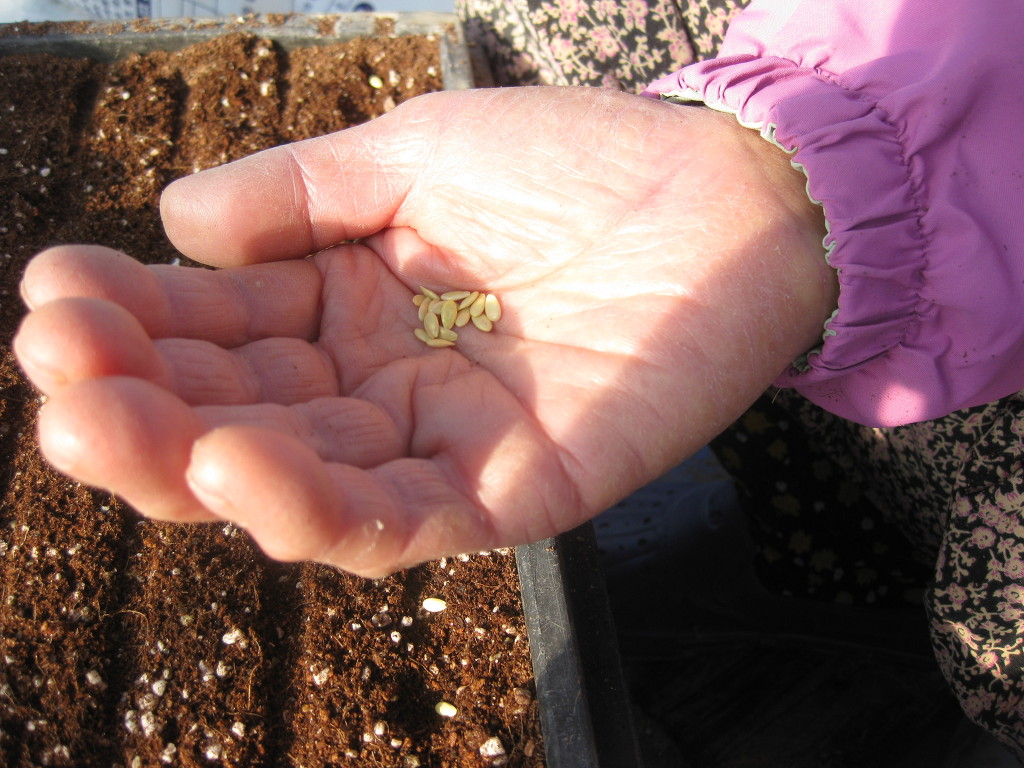
참외 씨앗
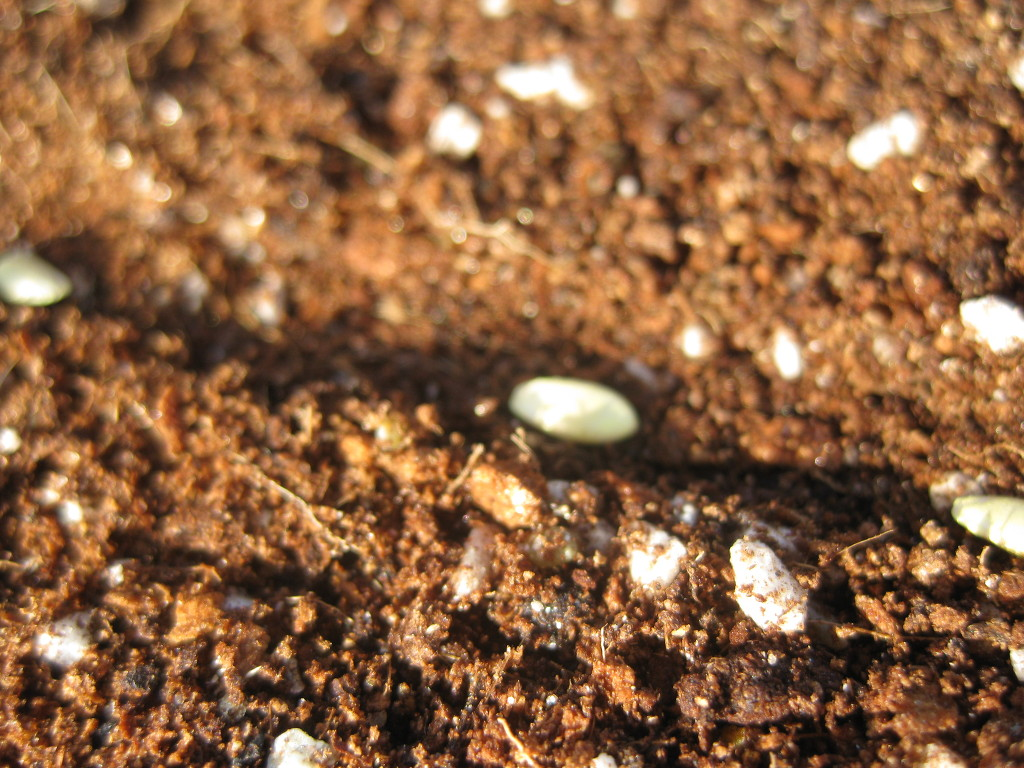
참외 씨앗 심기
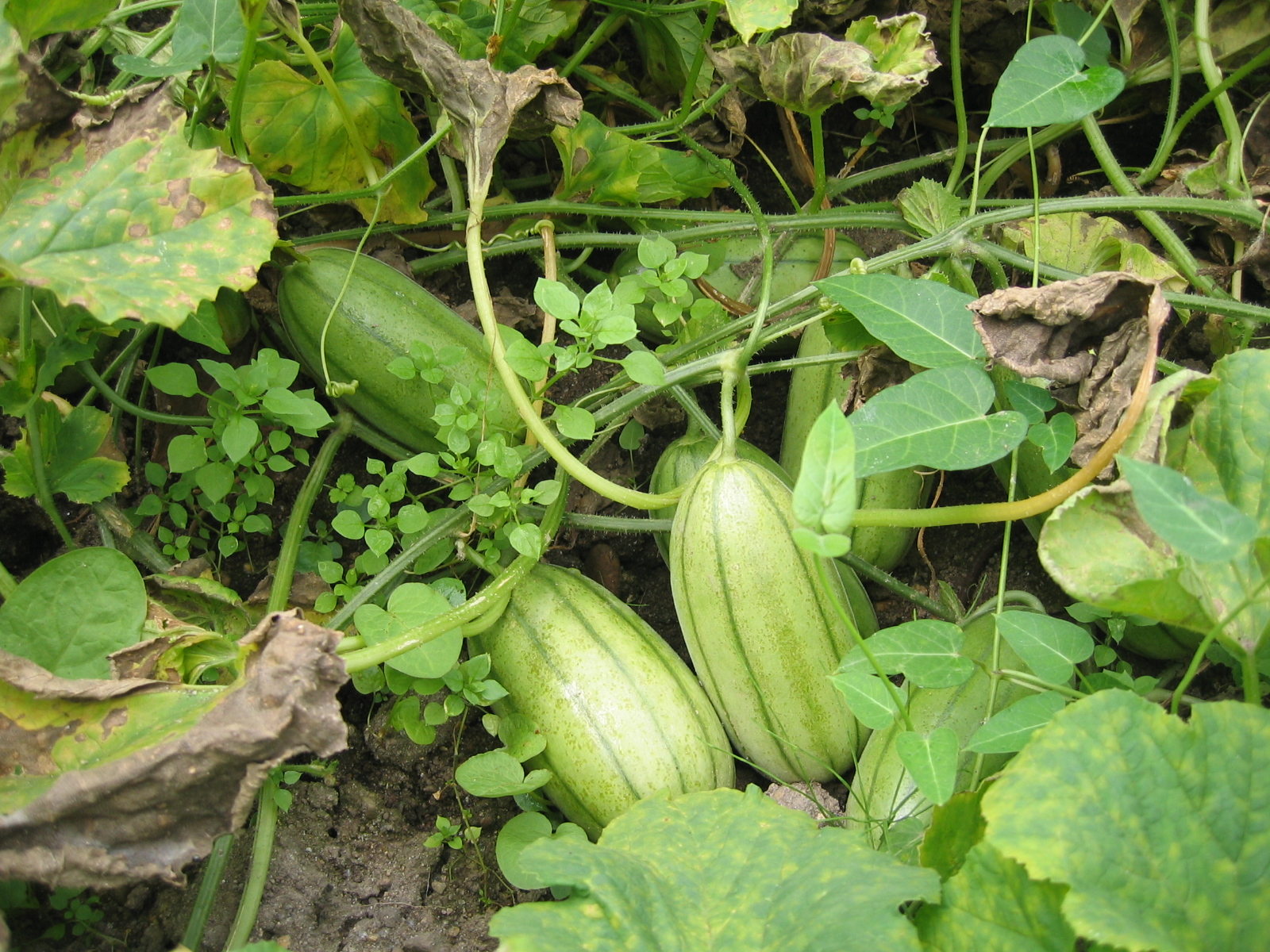
풋참외
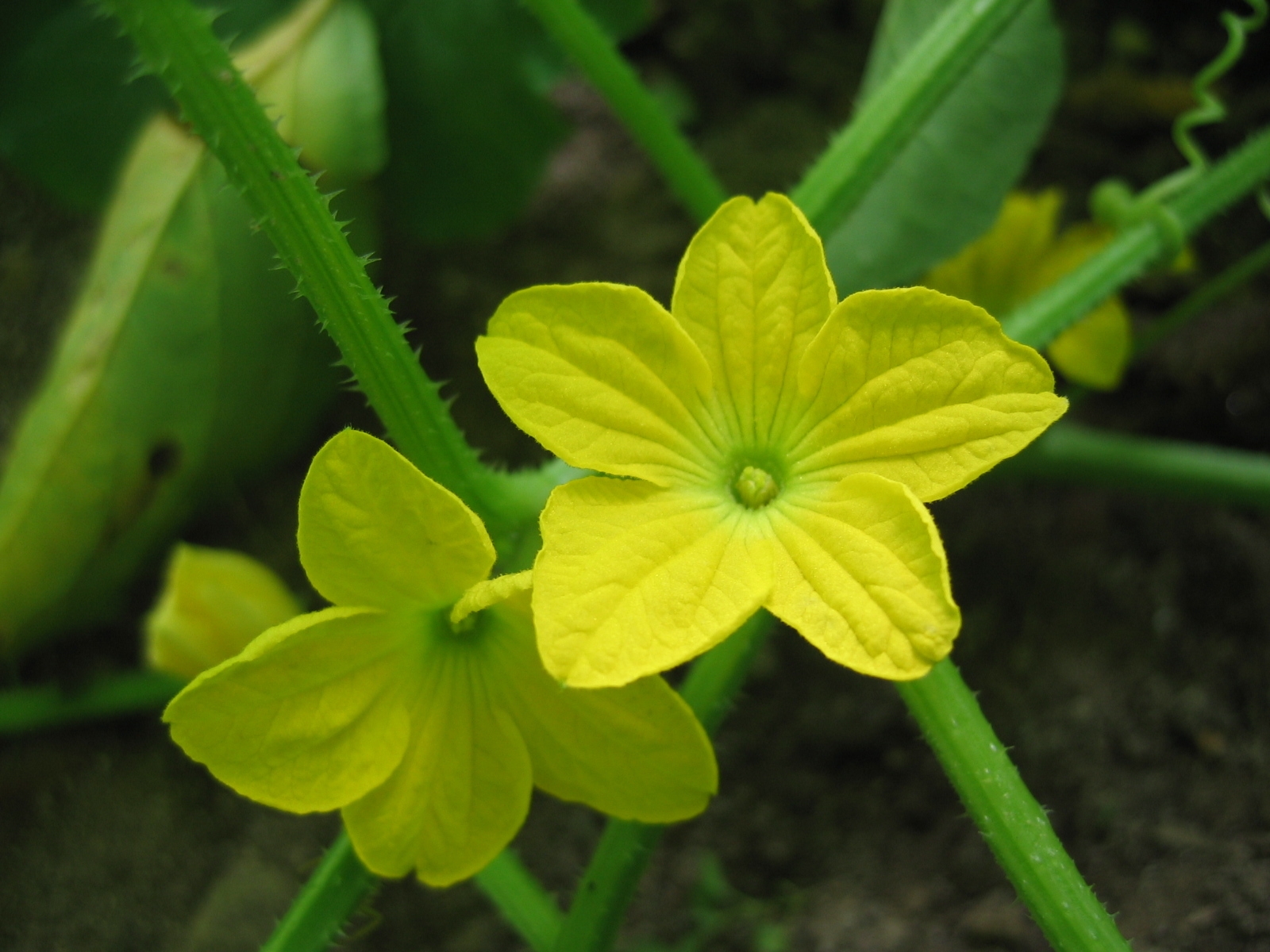
참외꽃
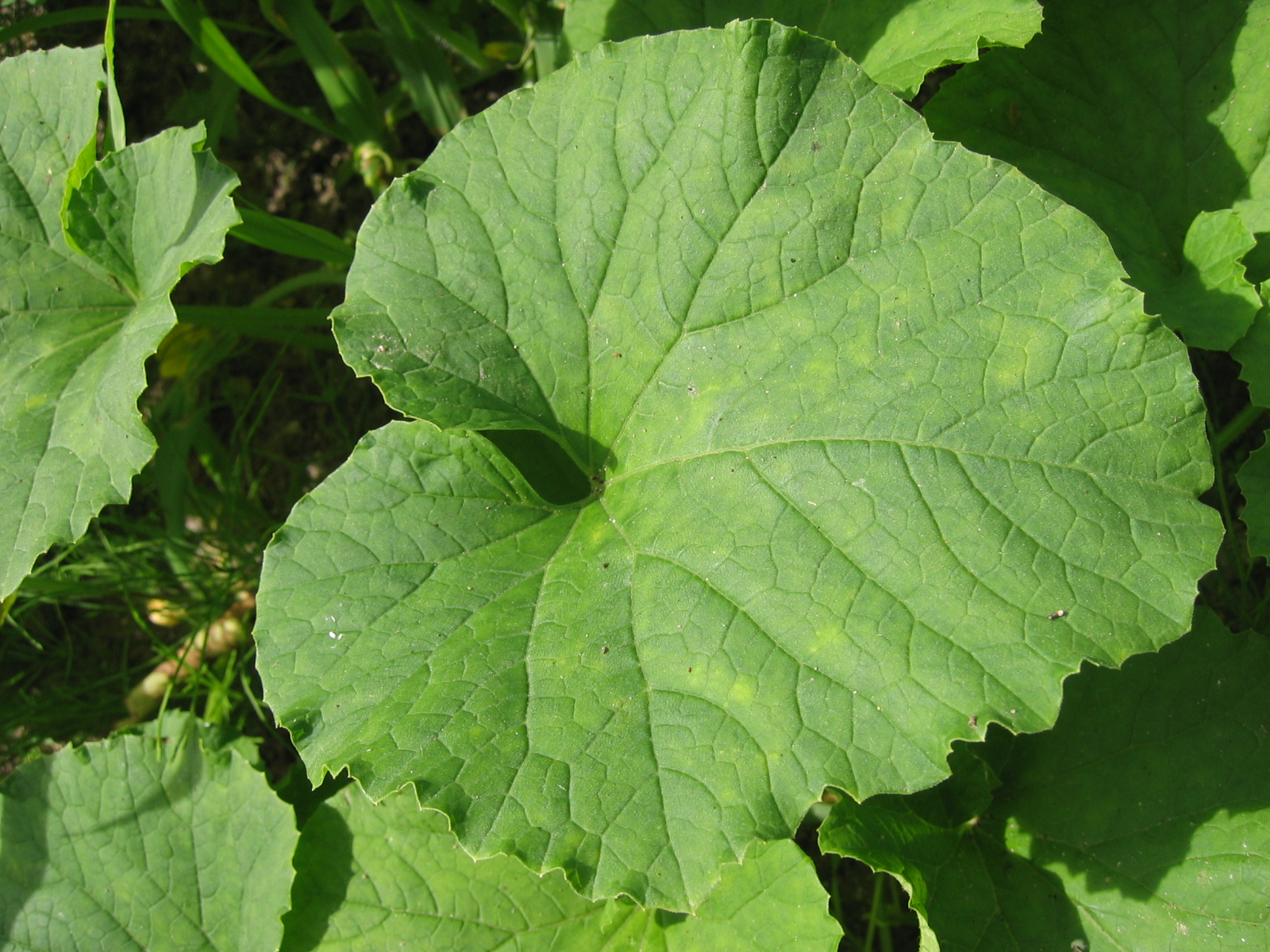
참외잎
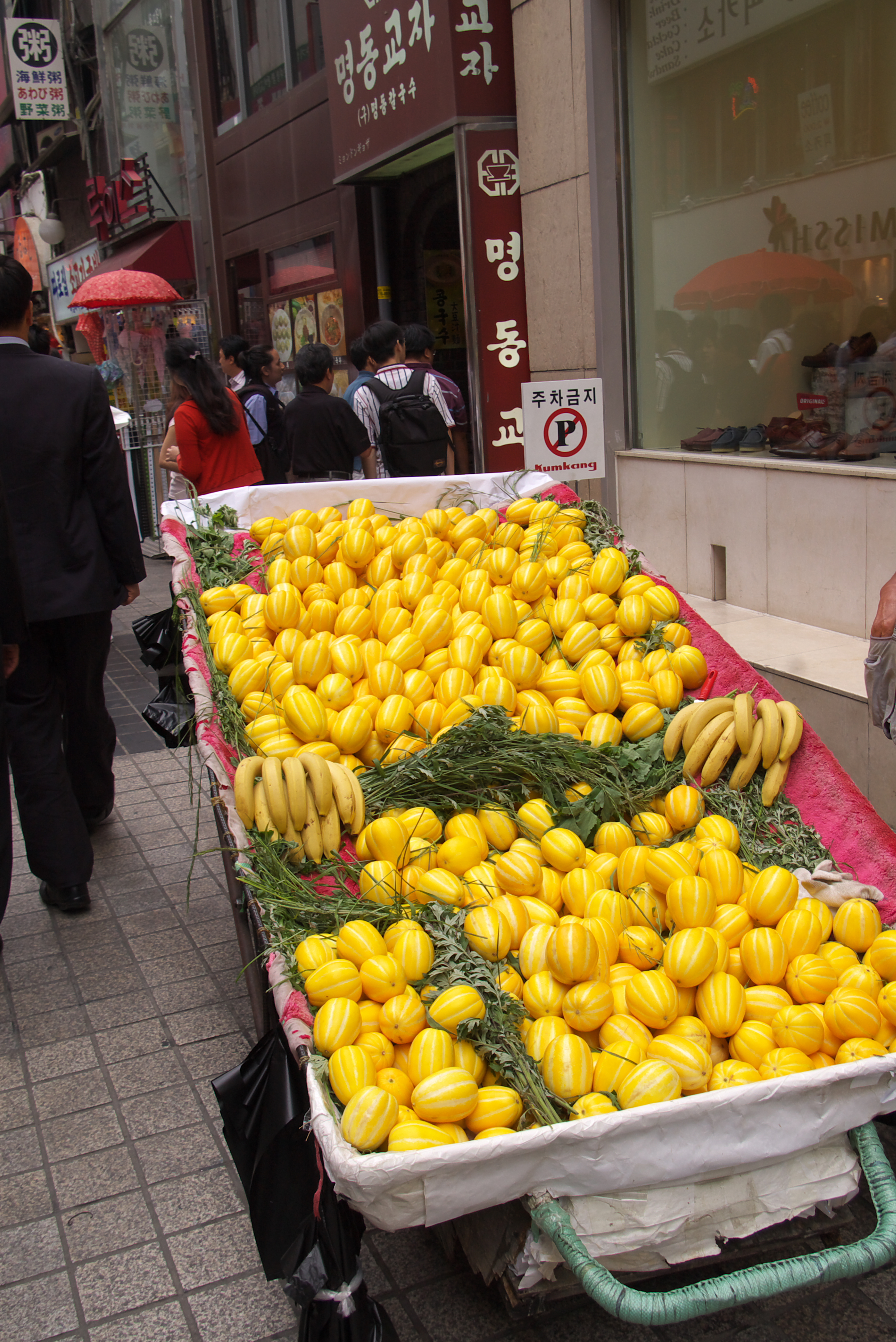
노점에서 파는 참외
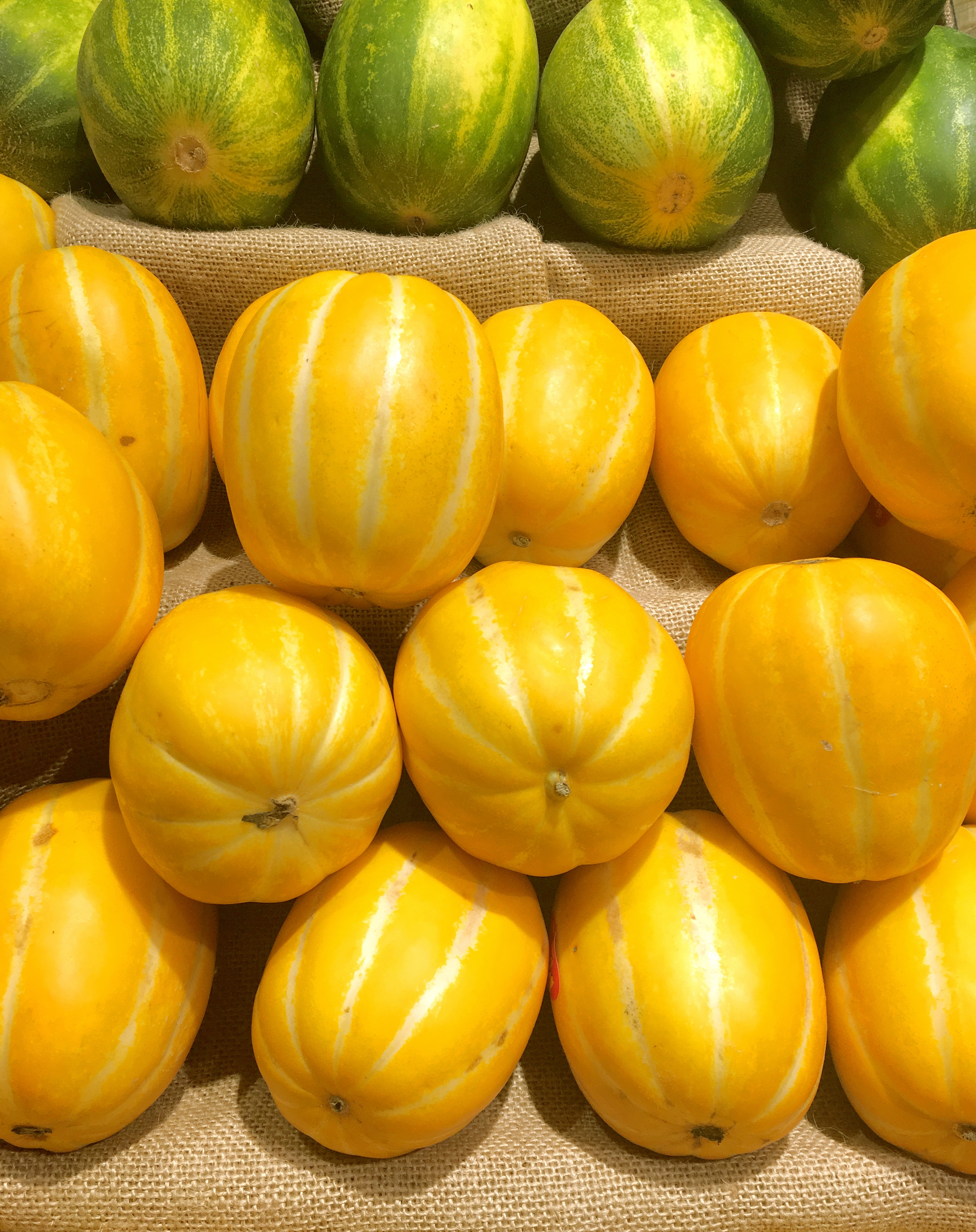
참외
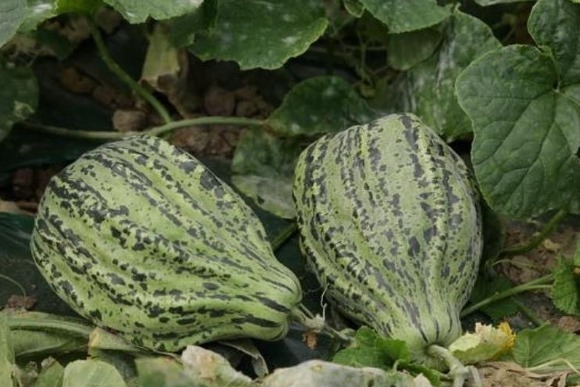
개구리참외

## 같이 보기
- 캔털루프
- 하미과
- 외 (열매)